# Prooncholaimus armiger
Prooncholaimus armiger is een rondwormensoort uit de familie van de Oncholaimidae. De wetenschappelijke naam van de soort is voor het eerst geldig gepubliceerd in 1955 door Gerlach.